# Bernat Martorell
Bernat Martorell (Sant Celoni, 1390 - Barcelona, 1452) va ser un pintor pertanyent a la segona etapa del gòtic internacional a Catalunya, caracteritzada per estar més propera a l'estil flamenc, on prima la qualitat dels acabats per sobre del color. La seva pintura es caracteritza per una gran precisió tècnica, amb un dibuix ferm i una pinzellada minuciosa. Destaca igualment per la seva fantasia i interès vers elements anecdòtics o quotidians. Les seves obres estan plenes de personatges expressius, abillats amb barrets estrafolaris, robes de pells i rics brocats. També excel·leix en l'ús del color, i el Retaule de sant Jordi n'és un bon exemple; mai no s'havia vist a la pintura catalana una gamma cromàtica tan àmplia i ben contrastada, amb tons àcids i combinacions tornassolades.

## Biografia
Fill d'un carnisser de Sant Celoni, Bernat Martorell fou la personalitat dominant en la pintura del segon quart del segle xv i liderà un dels tallers més actius de Barcelona. La conservació del Retaule de sant Jordi va fer que els historiadors d'àmbit internacional coneguessin i apreciessin la seva obra ja des d'inicis del segle xx.
Tot i que va ser un dels principals artistes de Catalunya de mitjan segle xv, se sap poc de la seva vida abans de 1427, moment en què es troba documentada la seva arribada a Barcelona. Es creu que es va formar a les escoles de Tarragona. Un cop a Barcelona va establir contacte amb el cercle del taller de Lluís Borrassà i va entaular amistat amb Dello Delli i Ambrosio Salari.
La major part de les seves obres van ser retaules, tot i que va dissenyar vitralls i va il·luminar llibres, com les miniatures del Llibre d'hores guardat a l'institut Municipal d'Història de Barcelona.

## Obra
En la seva obra es pot apreciar l'estil gòtic internacional, el treball dels detalls i de les textures. L'única obra documentada com a seva és el Retaule de Sant Pere de Púbol, actualment al Museu Diocesà de Girona.
Martorell no limità la seva activitat pictòrica a la retaulística, també il·luminà llibres i proporcionà models per a la realització de brodats. Les millors miniatures del Saltiri ferial i llibre d'hores són obres autògrafes de Martorell. En el cas dels brodats, però, cal llegir entre línies l'estil del pintor, atès que els models eren interpretats pels brodadors. Barcelona
comptà, al segle xv, amb importants tallers de brodadors, entre els quals destaca el dels Sadurní. Un membre d'aquesta família, Antoni Sadurní, fou nomenat brodador de la Generalitat de Catalunya. Probablement es guanyà l'estima dels diputats gràcies a la realització dels extraordinaris Frontal i Tern de sant Jordi.
Tant els llibres il·luminats com els brodats eren productes de luxe, molt valorats a l'època. Això queda demostrat pel preu que assolí el Frontal de sant Jordi: 1.552 florins d'or i 3 sous, una quantitat que triplica la que obtingué Martorell per alguns dels seus retaules més importants.
- Miniatures i ornamentació del llibre d'hores del Convent de santa Clara de Barcelona. A l'Arxiu Històric de la Ciutat de Barcelona.
- Miniatures dels Comentaris als Usatges de Jaume Marquilles. Contractades el 1448, no són de mà seva, sinó d'algú del seu obrador. Habitualment es troben atribuïdes al pintor. Barcelona, Arxiu Històric de la Ciutat.

| Imatge                                                  | Datació                                  | Títol                                                                                    | Tècnica i notes | Localització i procedència |
| ------------------------------------------------------- | ---------------------------------------- | ---------------------------------------------------------------------------------------- | --- | --- |
| Retaule de Sant Joan Baptista                           | 1424-1425                                | Retaule de sant Joan Baptista                                                            | Molt influït per Lluís Borrassà, apunta l'estudi psicològic de l'expressió de cares i gests i una acurada tècnica del dibuix i del color. | Museu Diocesà de Barcelona Procedent de la capella de sant Joan de Cabrera de Mar |
| Retaule de Sant Jordi                                   | 1425-1437                                | Retaule de Sant Jordi                                                                    | Se'n conserven sis taules repartides entre tres museus, faltant-ne la predel·la. De gran bellesa, combina un aparent arcaisme amb un efectiu realisme, amb una bona composició i dibuix (en destaca el cavall, un dels estudis naturalistes més aconseguits de la pintura gòtica). | Repartit entre tres museus. |
| Mare de Déu amb Nen                                     | Mare de Déu amb Nen                      | Mare de Déu amb Nen i virtuts cardinals                                                  | Tremp d'ou sobre taula | Museu d'Art de Filadèlfia |
| Sant Jordi matant el drac                               | Sant Jordi matant el drac                | Sant Jordi matant el drac                                                                | Era la taula central del retaule | Institut d'Art de Chicago. |
| El judici                                               | El judici                                | El judici                                                                                | Taula lateral del retaule de Sant Jordi | Museu del Louvre de París |
| La flagel·lació de Sant Jordi                           | La flagel·lació de Sant Jordi            | La flagel·lació de Sant Jordi                                                            | Taula lateral del retaule de Sant Jordi | Museu del Louvre de París |
| Sant Jordi portat al suplici                            | Sant Jordi portat al suplici             | Sant Jordi portat al suplici                                                             | Taula lateral del retaule de Sant Jordi | Museu del Louvre de París |
| Decapitació de Sant Jordi                               | Decapitació de Sant Jordi                | Decapitació de Sant Jordi                                                                | Taula lateral del retaule de Sant Jordi | Museu del Louvre de París |
|                                                         | 1434-1438                                | Retaule de santa Eulàlia i sant Joan                                                     | Se'n conserven quatre compartiments: dues taules laterals i dos fragments de la predel·la | Vic, Museu Episcopal. Procedent de la Catedral de Vic. |
| Flagelació de Santa Eulàlia                             | Flagelació de Santa Eulàlia              | Flagelació de Santa Eulàlia, taula lateral del retaule                                   | | |
|                                                         |                                          | Santa Eulàlia davant Dacià, taula lateral del retaule                                    | Taula en estat fragmentari | |
| Crucifixió de Santa Eulàlia                             | Crucifixió de Santa Eulàlia              | Crucifixió de Santa Eulàlia, taula lateral del retaule                                   | | |
| Escenes de la vida de Sant Joan Baptista                | Escenes de la vida de Sant Joan Baptista | Escenes de la vida de Sant Joan Baptista, predel·la del retaule                          | | |
| Saltiri ferial i llibre d'hores                         | 1432-1435                                | Saltiri ferial i llibre d'hores                                                          | Il·lustracions de Martorell i d'un pintor anònim Escrit per a la família Llobera | Arxiu Històric de la Ciutat de Barcelona, ms. A 398 Procedent del Convent de santa Clara de Barcelona |
| Retaule dels sants Joans                                | 1434-1435                                | Retaule dels sants Joans                                                                 | Tremp, daurat amb pa d'or i full metàl·lic sobre fusta 344 × 261,5 × 10,5 cm Fou contractat el 1432 perquè el pintés Ramon de Mur, però finalment fou Bernat Martorell qui realitzà l'encàrrec. | Repartit entre el MNAC, el Museu Diocesà de Tarragona (les taules centrals), un compartiment lateral es conserva al Museu Rolin d'Autun i d'un altre se'n desconeix la destinació. Procedent de l'església de Vinaixa. |
| Sant Vicenç Màrtir i sant Vicent Ferrer                 | ca. 1435                                 | Sant Vicenç Màrtir i sant Vicent Ferrer                                                  | Tremp i oli sobre plafó 103 x 63 cm Taula lateral d'un retaule; la resta ha desaparegut | Sant Petersburg, Ermitage |
| Retaule de santa Llúcia                                 | 1435-1440                                | Retaule de santa Llúcia                                                                  | Tremp, daurat amb pa d'or i full metàl·lic sobre fusta | Repartit entre quatre col·leccions Procedència desconeguda. |
| Martiri de santa Llúcia                                 | Martiri de santa Llúcia                  | Martiri de santa Llúcia                                                                  | Taula cimera d'un dels carrers laterals | MNAC |
|                                                         |                                          | Taula central i quatre compartiments laterals                                            | | París, col·lecció particular |
| Santa Llúcia repartint almoines                         | Santa Llúcia repartint almoines          | Taula cimera d'un carrer lateral                                                         | Incorporada al Museu Nacional d'Art de Catalunya el 2016 dins la col·lecció Antonio Gallardo. | MNAC |
|                                                         |                                          | Predel·la de la Passió                                                                   | S'atribueix al retaule, però no n'hi ha la certesa | Barcelona, Catedral de Barcelona |
| Retaule de sant Pere de Púbol                           | 1437-1442                                | Retaule de Sant Pere de Púbol                                                            | Tremp d'ou sobre taula | Museu Diocesà de Girona Procedent de l'església de Púbol |
| Retaule de santa Magdalena                              | Entre 1437 i 1452                        | Retaule de santa Magdalena                                                               | Tremp sobre fusta 140 x 130 cm | Museu Episcopal de Vic Procedent de Santa Magdalena de Perella (Sant Joan de les Abadesses) |
| Retaule de sant Vicenç                                  | 1438-1440                                | Retaule de sant Vicenç                                                                   | Tremp i daurat amb pa d'or sobre fusta 288 × 238 cm | Barcelona, Museu Nacional d'Art de Catalunya Procedent de l'ermita de santa Creu de Menàrguens, on havia arribat des del Monestir de Poblet                                                                            |
| Nativitat                                               | 1440                                     | Nativitat                                                                                | Taula d'un retaule; la resta ha desaparegut | Berlín, Col·lecció Lippmann |
| Tríptic del Davallament                                 | 1436-1440                                | Tríptic del Davallament                                                                  | Amb encertats efectes de perspectiva | Lisboa, Museu de Arte Antiga |
| Retaule de sant Miquel de Cérvoles                      | 1440-1450                                | Retaule de sant Miquel de Cérvoles                                                       | Tremp sobre taula 306 x 257 cm Retaule amb carrer central amb dos compartiments, dos carrers laterals amb tres compartiments i predel·la amb cinc compartiments | Museu Diocesà de Tarragona Procedent de l'ermita de Sant Miquel de la Pobla de Cérvoles |
|                                                         | 1445-1452                                | Retaule de la Mare de Déu                                                                | Se'n conserven: una taula de l'Anunciació, avui al Museu de Belles Arts de Montreal, l'Adoració dels Pastors, a la col·lecció Gudiol, la Coronació de la Mare de Déu, al MNAC i les de la Resurrecció i Pentecosta, a la Societat Arqueològica Lul·liana de Mallorca. Procedent del monestir de la Mare de Déu de Jesús, a Barcelona. | |
| Retaule de la Mare de Déu                               | Retaule de la Mare de Déu                | Taule de l'Anunciació                                                                    | | Museu de Belles Arts de Montreal |
| Retaule de la Mare de Déu                               | Retaule de la Mare de Déu                | Coronació de la Mare de Déu                                                              | Procedent de la col·lecció Antonio Gallardo | Museu Nacional d'Art de Catalunya |
| Retaule de santa Eulàlia · Retaule de santa Eulàlia     | 1442-1445                                | Retaule de santa Eulàlia                                                                 | | Barcelona, Museu Nacional d'Art de Catalunya |
| Retaule de la Transfiguració                            | 1445-1452                                | Retaule de la Transfiguració                                                             | retaule gòtic al tremp Va ser costejat amb el llegat del bisbe Simó Salvador (1433-1445). Retaule de dos cossos i tres carrers, on de dalt a baix i d'esquerra a dreta es representen: els apòstols adormits en la transfiguració, la multiplicació dels pans i peixos, el Calvari, Jesús amb sant Pere, Jaume i Joan, Moisès i Elies (central), Jesús amonesta els apòstols que no revelin la visió, i miracle de la conversió de l'aigua en vi en les noces de Canaa. A la predel·la: Jesús conversant amb la samaritana, davallament de la Creu, els miracles de l'expulsió d'un dimoni i de l'hemorroïsa. | Capella de la Transfiguració de la Catedral de Barcelona |
| Sant Esteve                                             | 1445-1452                                | Sant Esteve, fragment del guardapols del Retaule de la Transfiguració                    | | Barcelona, Museu Nacional d'Art de Catalunya |
| Ornamentació dels Comentaria super Usaticis Barchinonae | 1448-1450                                | Miniatures i ornamentació dels Comentaria super Usaticis Barchinonae de Jaume Marquilles | | Arxiu Històric de la Ciutat de Barcelona |